# Marc Faber
Marc Faber (* 28. února 1946 v Curychu), přezdívaný Doctor Doom („doktor Zkáza“), je švýcarský investor. Vystudoval ekonomii na Curyšské univerzitě. Pracoval v New Yorku, Hongkongu a v roce 1990 založil vlastní společnost, Marc Faber Limited. Nyní sídlí v thajském Čiang Mai. Publikuje investiční měsíčník The Gloom Boom & Doom Report.